# Paranthura nigropunctata
Paranthura nigropunctata är en kräftdjursart som först beskrevs av Lucas 1846.  Paranthura nigropunctata ingår i släktet Paranthura och familjen Paranthuridae. Inga underarter finns listade i Catalogue of Life.